# Vega de Alatorre (kommun)
Vega de Alatorre är en kommun i Mexiko.   Den ligger i delstaten Veracruz, i den sydöstra delen av landet, 270 km öster om huvudstaden Mexico City. Antalet invånare är 18 507. Arean är 311 kvadratkilometer.
Terrängen i Vega de Alatorre är kuperad åt sydväst, men åt nordost är den platt.
Följande samhällen finns i Vega de Alatorre:
- Vega de Alatorre
- Villa Emilio Carranza
- Loma Bonita
- Lechuguillas
- Juan Martín
- Paso Viejo